# Mario Rodríguez (argentyński piłkarz)
Mario Rodríguez Varela (ur. 20 października 1937 w Buenos Aires, zm. 10 maja 2015) – argentyński piłkarz grający podczas kariery na pozycji napastnika.

## Kariera klubowa
Mario Rodríguez rozpoczął karierę w drugoligowym klubie Chacarita Juniors w 1957. W 1959 awansował z Chacarita Juniors do Primera División. W 1963 przeszedł do Independiente Avellaneda. Z Independiente zdobył mistrzostwo Argentyny w 1963. Na arenie międzynarodowej dwukrotnie zdobył z Independiente Copa Libertadores w 1964 (Rodríguez zdobył 4 bramki, w tym decydującą w drugim meczu finałowym Nacionalem Montevideo) i 1965 (nie wystąpił żadnym z trzech meczach finałowych CA Peñarol). W 1966 przeszedł do Vélez Sársfield. Ogółem w latach 1960-1967 rozegrał w lidze argentyńskiej 143 mecze, w których strzelił 69 bramek. W latach 1967–1968 był zawodnikiem chilijskiego CSD Colo-Colo, w którym zakończył piłkarską karierę.

## Kariera reprezentacyjna
W reprezentacji Argentyny Rodríguez zadebiutował 15 sierpnia 1962 w wygranym 3-1 meczu w Copa Lipton z Urugwajem. W 1963 wystąpił w Mistrzostwach Ameryki Południowej. Na turnieju w Boliwii Argentyna zajęła trzecie miejsce. Na turnieju wystąpił w pięciu meczach z Kolumbią (bramka), Peru, Ekwadorem (bramka), Brazylią (bramka), Boliwią (dwie bramki). Ostatnim raz w reprezentacji wystąpił 16 kwietnia 1963 w przegranym 2-5 meczu Copa Julio Roca z Brazylią. 
Ogółem w barwach albicelestes wystąpił w 10 meczach, w których zdobył 5 bramek.